# Leipzig
Leipzig (pronunciación en alemán: /ˈlaɪptsɪç/ (escucharⓘ)) (en castellano arcaico, ya desusado, Lipsia) es una ciudad alemana en el noroeste del estado de Sajonia, con 611,850 habitantes en diciembre de 2024. Ya en el año 1165 recibió el derecho de ciudad y de mercado.
La ciudad tiene una larga tradición de recinto ferial y una de las ferias más antiguas (1190) de Europa. Junto con Fráncfort del Meno, Leipzig es el centro histórico de la imprenta y el comercio. Además, cuenta con una de las universidades —tanto clásica como de música— más antiguas de Alemania.
En 1813, Leipzig fue testigo de la segunda derrota de Napoleón I en la llamada batalla de las Naciones (la primera de ellas fue la Batalla de Bailén en 1808), en cuyo recuerdo se levantó en 1911 el Völkerschlachtdenkmal, con una plataforma de 91 m de altura que ofrece una vista panorámica. También en Leipzig se celebraron las manifestaciones de los lunes (Montagsdemonstrationen), punto de partida de la revolución pacífica de 1989 que condujo a la reunificación alemana.
La ciudad ha sido cuna de numerosas personalidades, tales como el filósofo y científico Gottfried Wilhelm Leibniz (1646), el compositor Richard Wagner (1813), el historiador de arte Nikolaus Pevsner (1902), el tipógrafo Jan Tschichold (1902), el pintor Max Beckmann o el comunista Karl Liebknecht (1871). Otras personalidades trabajaron durante parte de su vida en la ciudad, tales como los compositores Johann Sebastian Bach, que murió en ella en 1750, y Felix Mendelssohn Bartholdy, el filósofo Friedrich Nietzsche, el premio Nobel de Física Werner Heisenberg o el constructor de automóviles August Horch; el filósofo español José Ortega y Gasset estudió en esta ciudad, donde tuvo su primer encuentro «cara a cara» con la Crítica de la razón pura.

## Toponimia
El nombre de Leipzig proviene del sorabo Lipsk que significa «lugar del tilo». En latín y en español arcaico la ciudad se llamaba Lipsia (nombre que conserva en italiano), en polaco y sorabo Lipsk y en checo, Lipsko. Sus habitantes en español se denominan lipsienses, válido tanto en masculino como en femenino.
| Año                           | siglos VII–IX | 1015  | 1165 | 1220     | 1232   | 1402     | 1459      | 1494 | 1507    |
| Nombres a lo largo del tiempo | Lipsk         | Libzi | Lipz | Liptzick | Lipzic | Leiptzgk | Leipczigk | Lips | Leipzig |

En Fausto, Goethe eternizó en la escena en el sótano de Auerbach (Auerbachs Keller) a Leipzig como el pequeño París. Este apodo se estableció en el Leipzig pudiente del siglo XIX y ha acompañado a la ciudad desde entonces.
En la provincia canadiense de Saskatchewan existe una ciudad llamada Leipzig. En Estados Unidos también hay varios pueblos nombrados en honor a la ciudad. En Delaware existen dos pueblos y en Ohio uno llamados Leipsic, según la pronunciación inglesa. En Dakota del Norte existe un New Leipzig, fundado por alemanes de Rusia en 1901.

## Historia

### Edad Antigua
Ciertos historiadores discuten si una aldea sajona puede considerarse entre los siglos II y III el asentamiento más antiguo que daría lugar más tarde a Leipzig. Se trata de un poblado romano-germánico a 13 km de la ciudad; se han encontrado inscripciones que ya llaman a la aldea Lips, Lipz, Lipzon o, ya en el siglo V, en la crónica de la batalla del bosque de Teutoburgo, Læpzium y, por degeneración, Læpicium (confer lit. rom. esp.).

### Edad Media
El primer documento en 1015 habla de un asentamiento eslavo. En 1165, se le concede privilegio de mercado.
División de Leipzig

### Edad Moderna

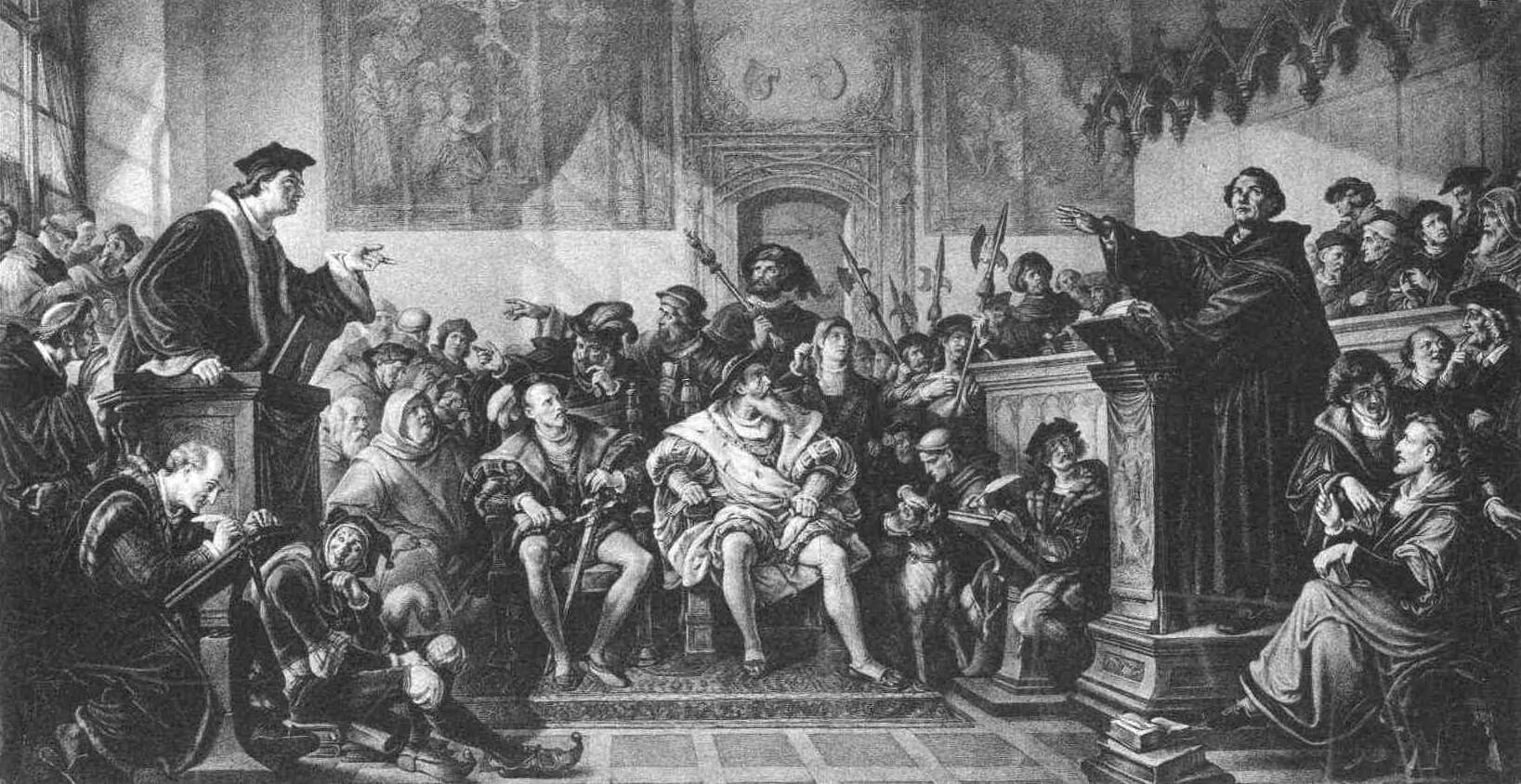
Debate de Leipzig entre Lutero y Eck.

Debate de Leipzig
El Debate de Leipzig (en alemán: Leipziger Disputation) fue una disputatio teológica ocurrida en Leipzig, Alemania, en junio y julio de 1519, entre Andreas Karlstadt, Martín Lutero, Felipe Melanchthon y Johann Eck. Eck, un defensor de la doctrina católica y fraile dominico muy respetado, había retado a Karlstadt, un teólogo, a un debate público sobre el libre albedrío y la gracia. El debate tuvo lugar en el palacio de Pleissenburg. Su propósito era discutir las enseñanzas de Lutero, quien en 1517 había iniciado la Reforma protestante con la publicación de sus 95 tesis. El debate fue dirigido en presencia de Jorge, duque de Sajonia, un oponente de Lutero. Eck, considerado el maestro de debates en Alemania, se refirió a los abusos del clero pero su trabajo se dedicaría a defender la doctrina católica y a combatir la herejía.
Eck invitó a Lutero a participar en el debate, y cuando Lutero llegó en julio, él y Eck extendieron los términos del debate para incluir temas como la existencia del purgatorio, la venta de indulgencias, la necesidad de la penitencia y sus métodos, y la legitimidad de la autoridad papal. Eck debatió con destreza las admisiones de herejía de Lutero para así no ser derrotado. Lutero declaró que la sola scriptura (solo la escritura) era la base de la creencia cristiana, que el papa no tenía poder y que no es mencionado en la Biblia. Asimismo condenó la venta de indulgencias a los laicos para reducir su tiempo en el purgatorio, así como la falta de mención del purgatorio en la Biblia.
Además, la posición de Lutero (también apoyada por Erasmo de Róterdam) sobre la quema de herejes fue posteriormente resumida como una de las posiciones (o errores) específicamente censuradas en la bula papal Exsurge Domine "Haereticos comburi est contra voluntatem Spiritus" (Es contrario al Espíritu quemar a los herejes).
El debate haría que el Papa León X censurara a Lutero. Le amenazó con excomulgarlo de la Iglesia católica, en junio de 1520, con la bula Exsurge Domine que le prohibía predicar y escribir. Esto causó oposición a la bula, especialmente en el noroeste de Alemania, donde abundaban los creyentes luteranos.

### Edad Contemporánea

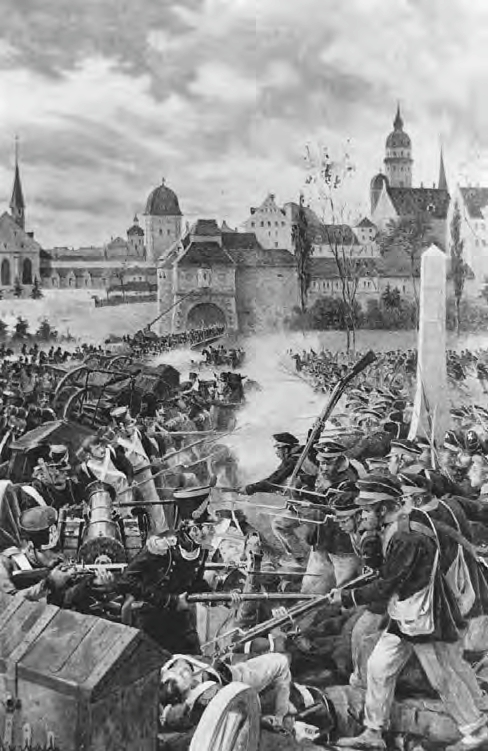
Infantería francesa defendiendo una barricada contra un asalto prusiano.

Batalla de Leipzig

#### Desde 1945

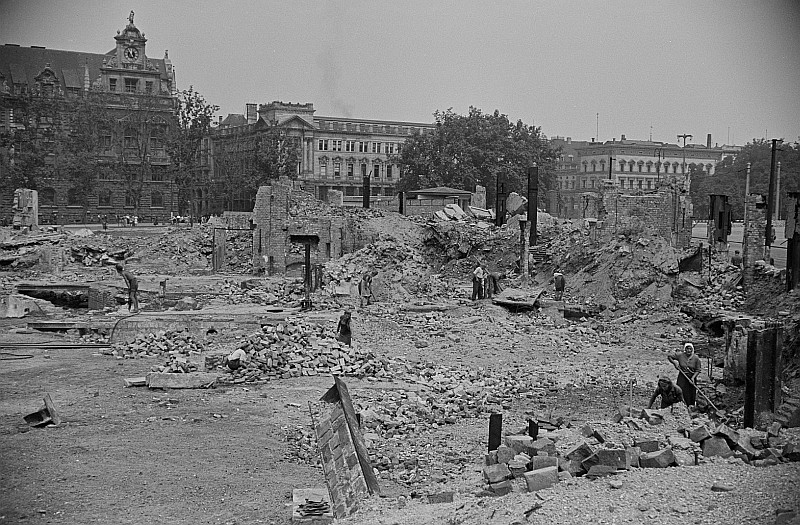
Leipzig tras el fin de la Segunda Guerra Mundial.

Tras el fin de la Segunda Guerra Mundial en Europa, Sajonia fue ocupada por el Ejército Rojo, por lo que Leipzig formó parte de la República Democrática Alemana (RDA), después de haber sido ocupada el 19 de abril por el Primer Ejército de los Estados Unidos.

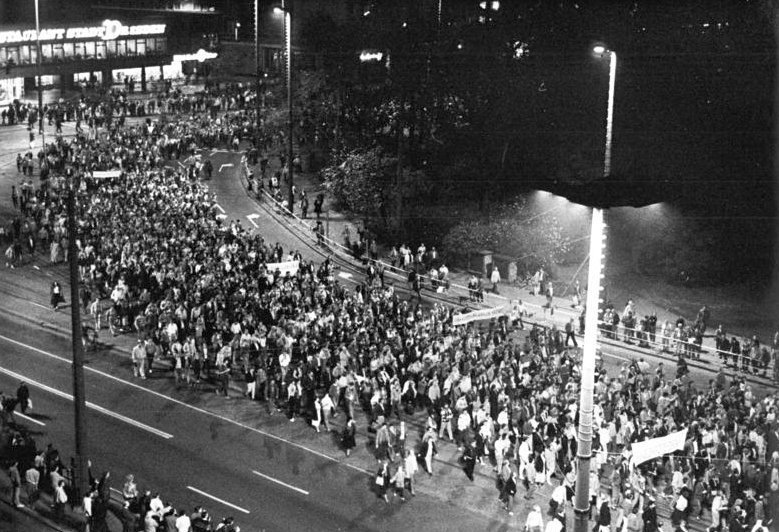
Manifestación del lunes 23 de octubre de 1989.

Manifestaciones del lunes
En Leipzig las manifestaciones empezaron el 4 de septiembre de 1989 después de la Friedensgebet (Oración por la paz) semanal en la Iglesia de San Nicolás (Nikolaikirche) con el pastor Christian Führer, cuando la gente ocupó después la cercana Plaza de Karl Marx (actual Augustusplatz). Sabiendo que la iglesia luterana apoyaba su resistencia, varios ciudadanos inconformes se reunieron en el atrio de la iglesia y protestaron exigiendo derechos tales como la libertad de viajar al extranjero y para elegir un gobierno democrático. La ubicación de la manifestación contribuyó al éxito de las protestas.
Informadas por la televisión alemana occidental y amigos sobre los eventos, personas en otras ciudades germanoorientales iniciaron las protestas, a semejanza de las de Leipzig, en las plazas de las ciudades. Un punto importante fue precipitado por los sucesos en la Embajada de Alemania Occidental en Praga, Checoslovaquia, en ese tiempo. Cientos de alemanes orientales que llegaron en septiembre, vivían en condiciones similares a las del Tercer Mundo; el ministro de Relaciones Exteriores de Alemania Occidental, Hans-Dietrich Genscher, negoció un acuerdo para que los refugiados viajaran a Occidente en trenes que atravesarían primero la RDA. El anuncio de Genscher desde el balcón de la embajada fue interrumpido por una reacción muy emocional de la multitud a su anuncio. Cuando los trenes pasaron por la estación central de Dresde, la policía detuvo a personas que saltaron al andén.
El 9 de octubre de 1989, justo dos días después de las celebraciones del 40 aniversario de la RDA, a las manifestaciones en la Iglesia de San Nicolás -que se habían iniciado con unos pocos cientos de manifestantes- acudieron más de 70,000 personas (de un total de 500,000 habitantes de Leipzig), todas unidas en una manifestación pacífica contra el régimen. La consigna más famosa fue "Wir sind das Volk!" ("Somos el pueblo!"), recordándoles a los líderes de la RDA que una república democrática es gobernada por el pueblo, no por un partido que decía representar al pueblo.
Aunque algunos manifestantes fueron arrestados, la amenaza de una intervención a gran escala nunca se llevó a cabo, ya que líderes locales (como Helmut Hackenberg, secretario local del Partido Socialista Unificado de Alemania, SED, y el general Gerhard Straßenburg de la Volkspolizei o policía popular), sin órdenes precisas de Berlín Oriental y, sorprendidos por la inesperada cantidad de ciudadanos, retiraron sus fuerzas para evitar una masacre. Posteriormente Egon Krenz afirmó que había dado órdenes de no intervenir y Horst Sindermann, presidente de la Cámara Popular (Volkskammer, el parlamento de la RDA), dijo posteriormente: Estábamos preparados para todo menos velas y oraciones.

## Geografía
Leipzig se encuentra en el centro del “Tieflandsbucht”, un valle en las tierras bajas del norte alemán. Al oeste limita con la cuenca del Elba y en el sur y sudeste con una zona montañosa del centro de Sajonia. En Turingia y Sajonia-Anhalt, el valle del Tieflandsbucht es atravesado por el río Saale.
Las ciudades grandes más próximas son Halle (30 km al noroeste), Chemnitz (80 km al sur), Dresde (100 km al sudeste), Erfurt (100 km al sudoeste), Magdeburgo (100 km al noreste) y Berlín (145 km al norte). Leipzig queda casi en el centro de las vecinas capitales de estado, Dresde, Magdeburgo y Erfurt.
El río Weiße Elster atraviesa la ciudad y el Pleiße y el Parthe desembocan también en Leipzig.
La elevación más alta de la ciudad es el Monarchhügel (159 m), seguida por el artificial Fockberg (153 m). El Galgenberg (165 m) queda justo a las afueras de la ciudad.

### División de la ciudad

Fronteras administrativas 2005.

Leipzig se compone de 10 distritos (Stadtbezirk) con 63 barrios históricos.
Los siguientes pueblos limitan con la ciudad de Leipzig:
| Noroeste: Schkeuditz          | Norte: Krostitz Rackwitz  | Nordeste: Jesewitz Taucha  |
|                               |                           | Este: Borsdorf, Brandis    |
| Suroeste: Markranstädt Kitzen | Sur: Markkleeberg Zwenkau | Sureste: Naunhof Großpösna |

### Clima

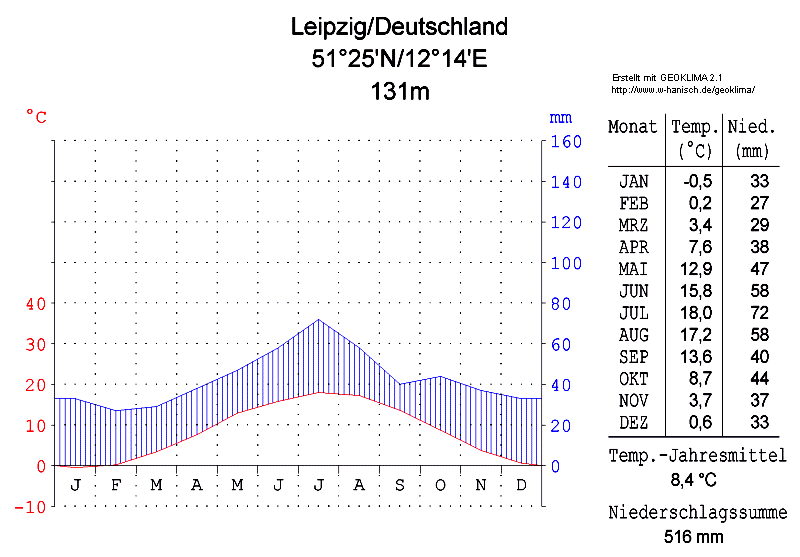
Diagrama climático de Leipzig

Leipzig se encuentra en una zona climática templada, en un área de transición del clima oceánico del Oeste europeo al clima continental del Este europeo. La temperatura media anual es de 9,5 °C y la precipitación media es de 534,1 mm (media 1981-2010). Hay un promedio de 79 días de heladas. La mayor cantidad de precipitaciones ocurre en los meses de verano, de junio a agosto, siendo julio, con 69 mm, el mes con más lluvias.
El día más cálido hasta 2008 en la ciudad fue el 9 de agosto de 1992, con 38,8 °C. El día más frío fue el 14 de enero de 1987 con -24,1 °C.
| Parámetros climáticos promedio de Leipzig (normales 1981–2010, extremos 1973–2013) | Parámetros climáticos promedio de Leipzig (normales 1981–2010, extremos 1973–2013) | Parámetros climáticos promedio de Leipzig (normales 1981–2010, extremos 1973–2013) | Parámetros climáticos promedio de Leipzig (normales 1981–2010, extremos 1973–2013) | Parámetros climáticos promedio de Leipzig (normales 1981–2010, extremos 1973–2013) | Parámetros climáticos promedio de Leipzig (normales 1981–2010, extremos 1973–2013) | Parámetros climáticos promedio de Leipzig (normales 1981–2010, extremos 1973–2013) | Parámetros climáticos promedio de Leipzig (normales 1981–2010, extremos 1973–2013) | Parámetros climáticos promedio de Leipzig (normales 1981–2010, extremos 1973–2013) | Parámetros climáticos promedio de Leipzig (normales 1981–2010, extremos 1973–2013) | Parámetros climáticos promedio de Leipzig (normales 1981–2010, extremos 1973–2013) | Parámetros climáticos promedio de Leipzig (normales 1981–2010, extremos 1973–2013) | Parámetros climáticos promedio de Leipzig (normales 1981–2010, extremos 1973–2013) | Parámetros climáticos promedio de Leipzig (normales 1981–2010, extremos 1973–2013) |
| Mes                                                                                | Ene.                                                                               | Feb.                                                                               | Mar.                                                                               | Abr.                                                                               | May.                                                                               | Jun.                                                                               | Jul.                                                                               | Ago.                                                                               | Sep.                                                                               | Oct.                                                                               | Nov.                                                                               | Dic.                                                                               | Anual                                                                              |
| ---------------------------------------------------------------------------------- | ---------------------------------------------------------------------------------- | ---------------------------------------------------------------------------------- | ---------------------------------------------------------------------------------- | ---------------------------------------------------------------------------------- | ---------------------------------------------------------------------------------- | ---------------------------------------------------------------------------------- | ---------------------------------------------------------------------------------- | ---------------------------------------------------------------------------------- | ---------------------------------------------------------------------------------- | ---------------------------------------------------------------------------------- | ---------------------------------------------------------------------------------- | ---------------------------------------------------------------------------------- | ---------------------------------------------------------------------------------- |
| Temp. máx. abs. (°C)                                                               | 15.9                                                                               | 18.6                                                                               | 23.0                                                                               | 29.5                                                                               | 31.9                                                                               | 34.8                                                                               | 36.6                                                                               | 37.2                                                                               | 32.9                                                                               | 28.2                                                                               | 18.7                                                                               | 16.5                                                                               | 37.2                                                                               |
| Temp. máx. media (°C)                                                              | 3.2                                                                                | 4.3                                                                                | 8.7                                                                                | 13.9                                                                               | 19.0                                                                               | 21.7                                                                               | 24.5                                                                               | 24.1                                                                               | 19.3                                                                               | 14.0                                                                               | 7.6                                                                                | 3.6                                                                                | 13.67                                                                              |
| Temp. media (°C)                                                                   | 0.5                                                                                | 1.1                                                                                | 4.7                                                                                | 8.9                                                                                | 13.8                                                                               | 16.5                                                                               | 19.0                                                                               | 18.6                                                                               | 14.4                                                                               | 9.8                                                                                | 4.7                                                                                | 1.3                                                                                | 9.45                                                                               |
| Temp. mín. media (°C)                                                              | -2.2                                                                               | -2.0                                                                               | 1.1                                                                                | 4.1                                                                                | 8.5                                                                                | 11.5                                                                               | 13.8                                                                               | 13.6                                                                               | 10.1                                                                               | 6.2                                                                                | 2.0                                                                                | -1.2                                                                               | 5.47                                                                               |
| Temp. mín. abs. (°C)                                                               | -27.6                                                                              | -21.6                                                                              | -16.6                                                                              | -6.5                                                                               | -2.6                                                                               | 1.8                                                                                | 5.7                                                                                | 5.5                                                                                | 0.5                                                                                | -6.7                                                                               | -12.9                                                                              | -20.2                                                                              | -27.6                                                                              |
| Precipitación total (mm)                                                           | 31.9                                                                               | 26.3                                                                               | 38.8                                                                               | 39.6                                                                               | 46.9                                                                               | 54.8                                                                               | 68.9                                                                               | 63.1                                                                               | 49.9                                                                               | 31.0                                                                               | 43.4                                                                               | 39.8                                                                               | 534.10                                                                             |
| Horas de sol                                                                       | 62.8                                                                               | 77.8                                                                               | 124.5                                                                              | 181.7                                                                              | 227.4                                                                              | 224.8                                                                              | 229.0                                                                              | 213.1                                                                              | 160.9                                                                              | 122.9                                                                              | 61.5                                                                               | 51.1                                                                               | 1737.30                                                                            |
| Fuente: Deutscher Wetterdienst (horas de sol 1991–2013)                            |                                                                                    |                                                                                    |                                                                                    |                                                                                    |                                                                                    |                                                                                    |                                                                                    |                                                                                    |                                                                                    |                                                                                    |                                                                                    |                                                                                    |                                                                                    |

### Religión

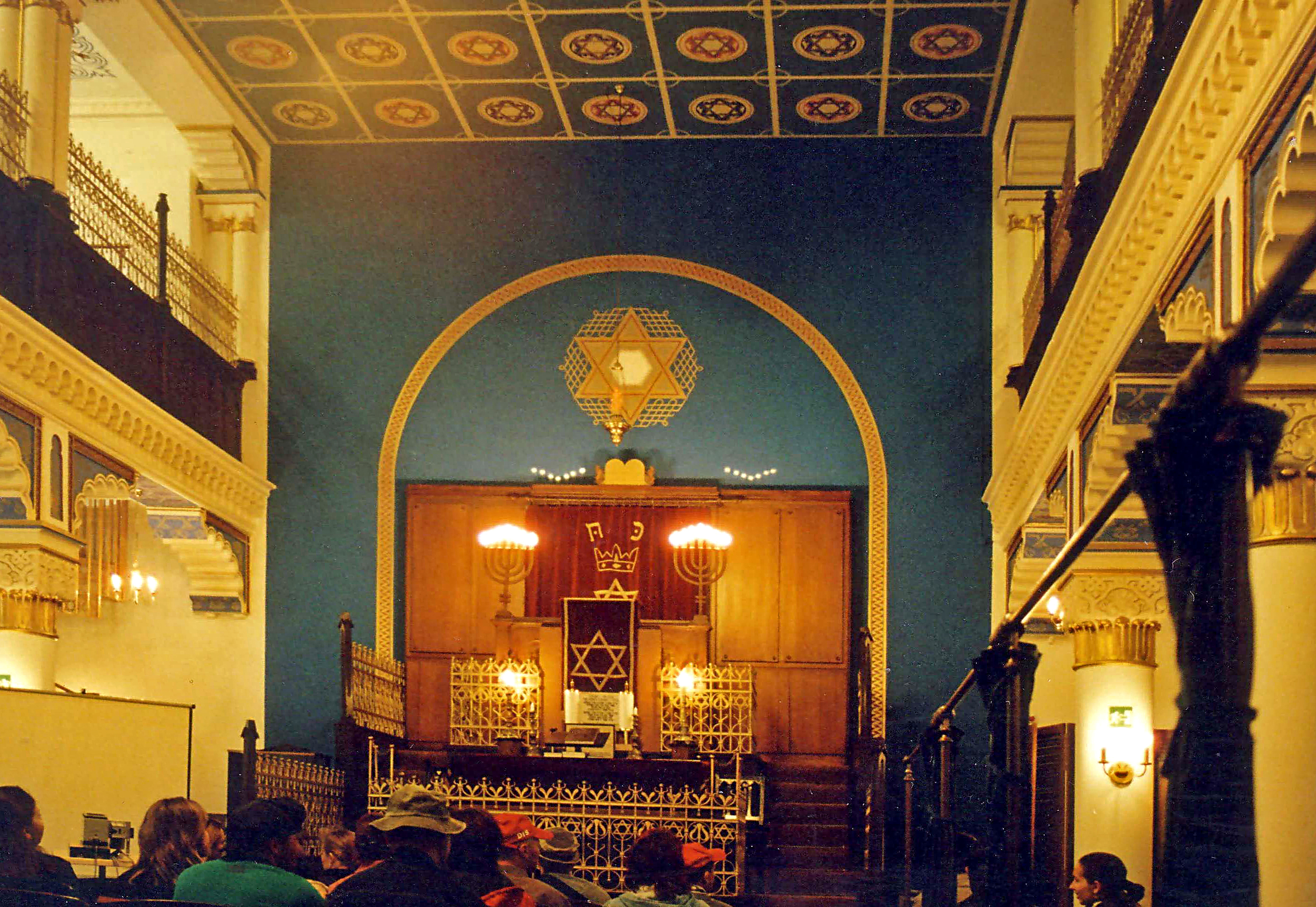
Sinagoga en la Keilstraße.

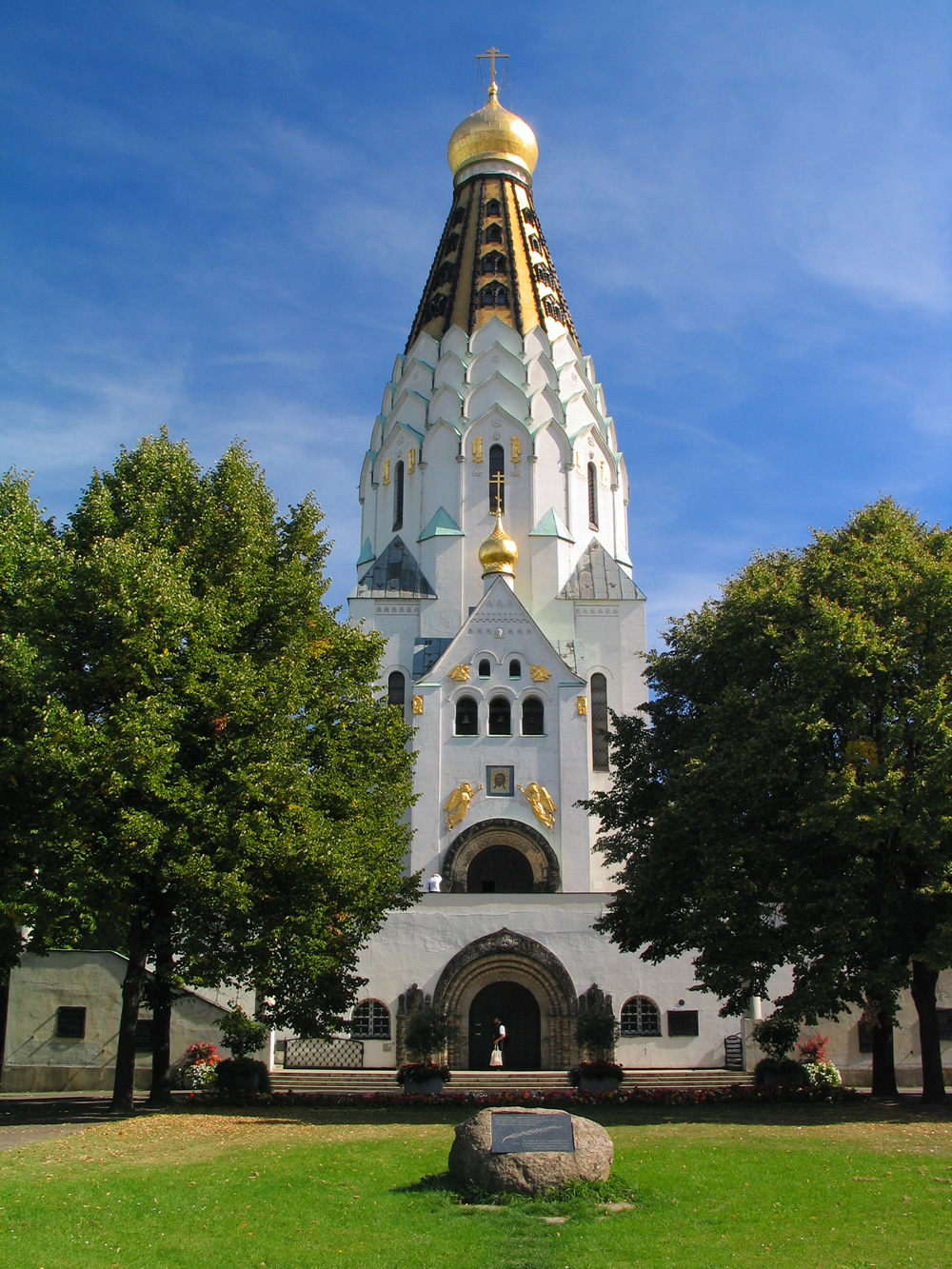
Iglesia rusa.

Los habitantes de Leipzig pertenecían, hasta la Reforma protestante, al obispado de Merseburg. En el siglo XIII se construyeron cuatro monasterios en la ciudad: San Pablo (Sankt Paul, dominicos), Santo Tomás (Sankt Thomas, agustinos), del Espíritu Santo (Zum Heiligen Geist, franciscanos) y San Jorge (Sankt Georg, monjas cistercienses y benedictinas).
Los primeros sermones luteranos se pronunciaron en 1522. En 1539 se introdujo la reforma protestante. En la actualidad, las parroquias luteranas de la ciudad pertenecen, bien a la Iglesia evangélica-luterana de Sajonia, bien a la Iglesia evangélica-luterana libre, o bien a la Iglesia evangélica-luterana independiente.
En 1697 se volvieron a celebrar misas católicas en la ciudad y en 1921 se restableció el obispado de Meißen, reconfigurado como de Dresde-Meißen desde el 15 de noviembre de 1979. Leipzig es sede de un decanato y la iglesia católica principal es la Propsteikirche St. Trinitatis.
La primera mención del judaísmo en Leipzig proviene de un documento de Enrique III de Meissen del año 1248. Ya en el siglo XIV hubo los primeros pogromos contra los judíos. Al mismo tiempo se les prohibió asentarse en la ciudad. Recién en 1710 se les permitió asentarse nuevamente en la ciudad. De 1800 en adelante se formó una comunidad judía. En 1820 se construyó la primera sinagoga de reforma. Hasta el nazismo, los habitantes judíos de la ciudad tuvieron una gran influencia como empresarios, científicos, artistas y mecenas. En 1912 el rabino Ephraim Carlebach fundó la Escuela Secundaria Israelita (Höhere Israelitische Schule), la primera escuela judía en Sajonia. Esta existió solo hasta 1942. En 1929 Leipzig tenía, con más de 14 000 habitantes, la comunidad judía mayor de Sajonia y una de las más grandes de Alemania. A partir de 1933 empezó la deportación y extinción de la vida judía en Leipzig. Casi todos los judíos de la ciudad murieron o huyeron del nazismo. Después de la guerra, la comunidad judía de la ciudad contaba con tan solo 24 miembros. A mediados de la década de 1990, la comunidad comenzó a crecer gracias a los inmigrantes rusos. En 2004, la Comunidad Religiosa Israelita de Leipzig contaba con 1000 miembros. En la calle Gottschedstraße, en el terreno de la antigua sinagoga más grande de Leipzig, existe un monumento para recordar el pogromo y la deportación de los judíos de la ciudad.
En Leipzig viven aproximadamente 5000 musulmanes. La mezquita más grande la ciudad se llama Ar-Rahman-Moschee. Además hay una mezquita turca y una chiita de menor importancia.

## Economía
Leipzig tiene una densa red de infraestructuras socio-ecológicas. En el sector de la alimentación cabe mencionar los Fairteiler de foodsharing y las numerosas Agricultura sostenida por la comunidad, en el sector textil el Umsonstladen [tienda gratis] en Plagwitz, en los talleres de autoayuda de bicicletas el Radsfatz, en el sector de la informática el Hacklab Die Dezentrale y en el sector de la reparación el Café kaputt.

## Transportes

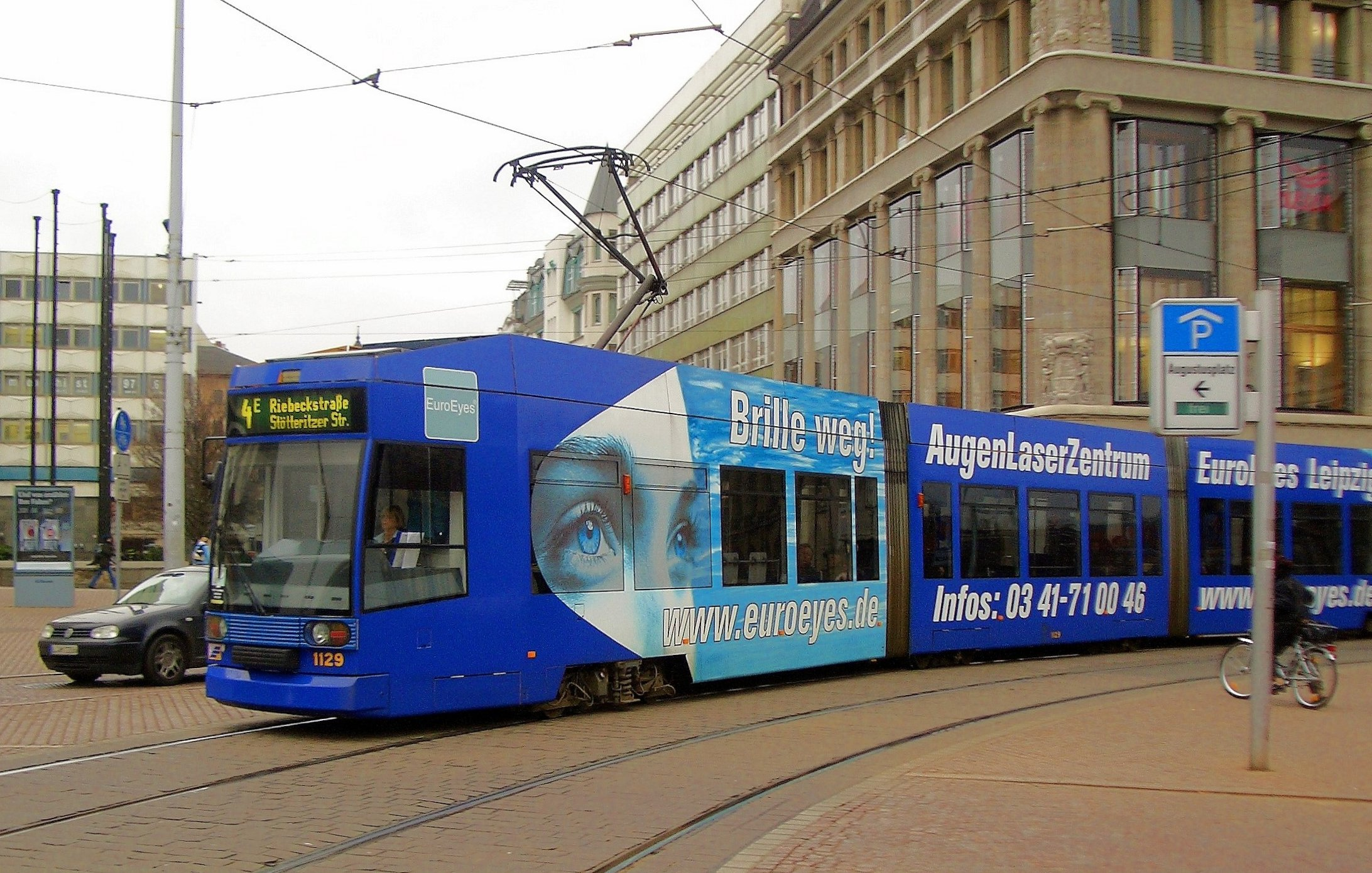
El tranvía de Leipzig.

La ciudad dispone desde 1917 de autobuses y tranvías que conectan todos los barrios de la ciudad entre sí.
Leipzig tiene también un tren suburbano que lo conecta con las ciudades y pueblos cercanos de una manera rápida y efectiva, denominado S-Bahn Mitteldeutschland. En 1915 se inauguró la estación de ferrocarril de la ciudad, Leipzig Hauptbahnhof, y conecta a Leipzig con todo el país. Con 83 460 metros cuadrados, es la mayor estación ferroviaria del mundo en términos de superficie total.
Los aeropuertos más cercanos son:
- Aeropuerto de Leipzig/Halle, a 15 kilómetros de Leipzig.
- Aeropuerto de Leipzig-Altenburgo, a 42 kilómetros de Leipzig.

## Educación

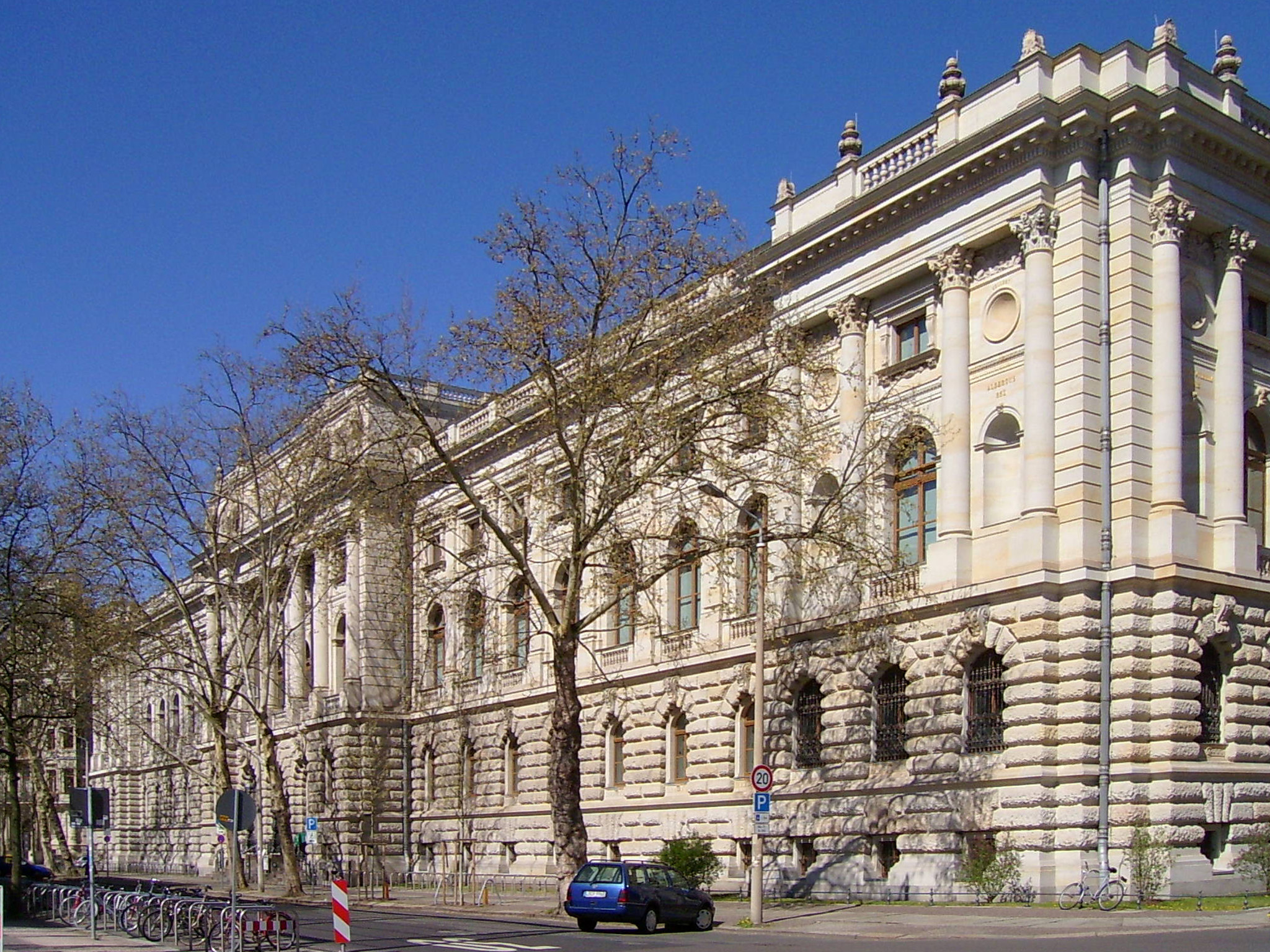
Universidad de Leipzig.

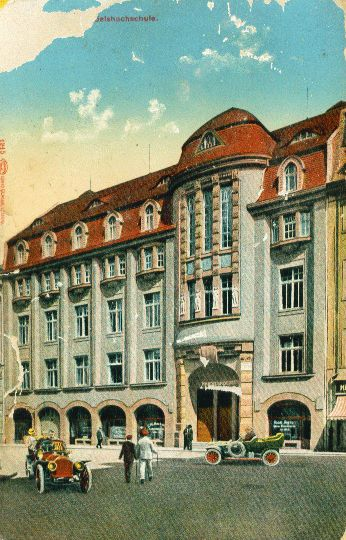
Handelshochschule.

Universidad de Leipzig
Escuela Superior de Música y Teatro «Felix Mendelssohn Bartholdy»
Handelshochschule
Handelshochschule Leipzig (HHL) - Leipzig Graduate School of Management es una Escuela de Negocios privada ubicada en el estado alemán de Sajonia. Esta escuela fue fundada en 1898. Después de la caída del Reunificación alemana, en 1992, la escuela se refundó bajo un régimen privado de gerencia. Fue clasificada como "la mejor Escuela de Negocios de Alemania" por la revista Junge Karriere [1] en mayo de 2006 y ha sido clasificada consistentemente entre las 3 mejores de Alemania en otras publicaciones. En abril de 2004, HHL fue la primera Escuela de Negocios particular en Alemania acreditada por la AACSBInternational (Association to Advance Collegiate Schools of Business).
Hochschule für Grafik und Buchkunst Leipzig
Lancaster University Leipzig
La Universidad de Lancaster en Leipzig (en inglés, Lancaster University Leipzig) es un campus filial de la Universidad de Lancaster. Establecida en 2020, es la primera universidad pública del Reino Unido con un campus en Alemania.
Los cursos que se ofrecen incluyen títulos universitarios en administración, finanzas, campos de las TIC, logística, y pre-master's en negocios e informática.
Los programas están adaptados a las industrias clave de la región de Leipzig, como son la tecnología digital y la logística.

## Cultura
El Antiguo Ayuntamiento de la ciudad es uno de los edificios más destacados del Renacimiento alemán y alberga uno de los mayores museos históricos de Alemania. En Leipzig se encuentra la Biblioteca Alemana que colecciona todo el material bibliográfico en lengua alemana y sus correspondientes traducciones a otros idiomas desde 1914 en adelante.
Esta ciudad se caracteriza por poseer una rica tradición musical. Fue en esta ciudad donde el grupo de black metal noruego Mayhem realizó la grabación del álbum en vivo Live in Leipzig. También fue la última residencia de Johann Sebastian Bach y la cuna de Richard Wagner. Felix Mendelssohn también pasó parte de su vida en la ciudad y  fundó el conservatorio, en el que además trabajó durante un tiempo Robert Schumann.
A partir de la reunificación alemana se han desarrollado trabajos de renovación y construcción en la ciudad gracias a las subvenciones del Gobierno federal y de la Unión Europea (UE).
Leipzig posee un importante recinto ferial, la Feria de Leipzig, que atrae a profesionales de toda Europa.

### Biblioteca Nacional de Alemania

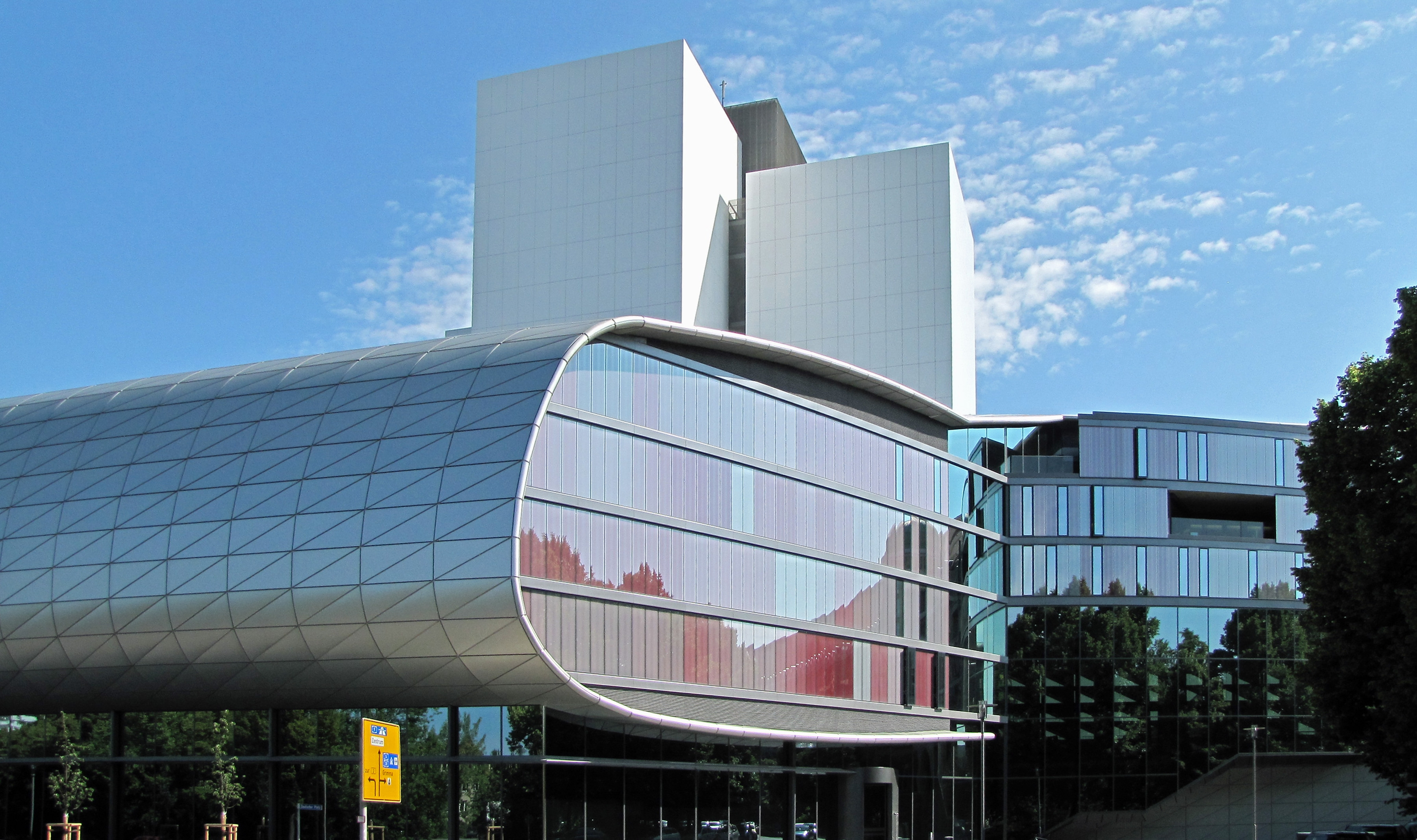
Biblioteca Nacional de Alemania.

La Biblioteca Nacional de Alemania (en alemán: Deutsche Nationalbibliothek, DNB) es la biblioteca más importante de la República Federal Alemana. Fue establecida en 1990, al reunirse en un solo cuerpo tres instituciones: la Biblioteca Alemana de Leipzig (Deutsche Bücherei Leipzig, fundada en 1912); la Biblioteca Alemana de Fráncfort del Meno (Deutsche Bibliothek Frankfurt, fundada en 1947) y el Archivo de Música de Berlín (Deutsches Musikarchiv Berlin). En un comienzo funcionó bajo el nombre de La Biblioteca Alemana (Die Deutsche Bibliothek), recibiendo su nombre actual en 2006. Desde 1999, su directora general es Elisabeth Niggemann, sustituyéndola en 2020 Frank Scholze. 
Su principal objetivo consiste en recoger y catalogar todas las publicaciones en alemán desde 1913 (incluyendo sus respectivas traducciones a lengua extranjera), así como también las existentes en otros idiomas en cuanto se refieran a Alemania.
Sus instalaciones están repartidas en las ciudades de Leipzig y Fráncfort, enfocándose cada centro a diferentes áreas de especialidad. Forma también parte de la institución el Archivo de Música de Berlín (Deutsches Musikarchiv Berlin), fundado en 1970. 

### Teatro
Friederike Caroline Neuber y Johann Christoph Gottsched reformaron en el siglo XVIII el teatro alemán desde la ciudad de Leipzig. Hoy en día pertenecen al Teatro de Leipzig varias salas, como por ejemplo el Neue Szene y el Theater hinterm Eisernen. Además existe una gran escena teatral con varios grupos teatrales y salas de teatro independientes, así como un teatro de títeres y marionetas, un cabaré y un teatro de variedades. El Leipziger Pfeffermühle y el Academixer son teatros de cabaré reconocidos en toda Alemania.
El actor y coreógrafo Falk Hentschel es originario de esta ciudad.

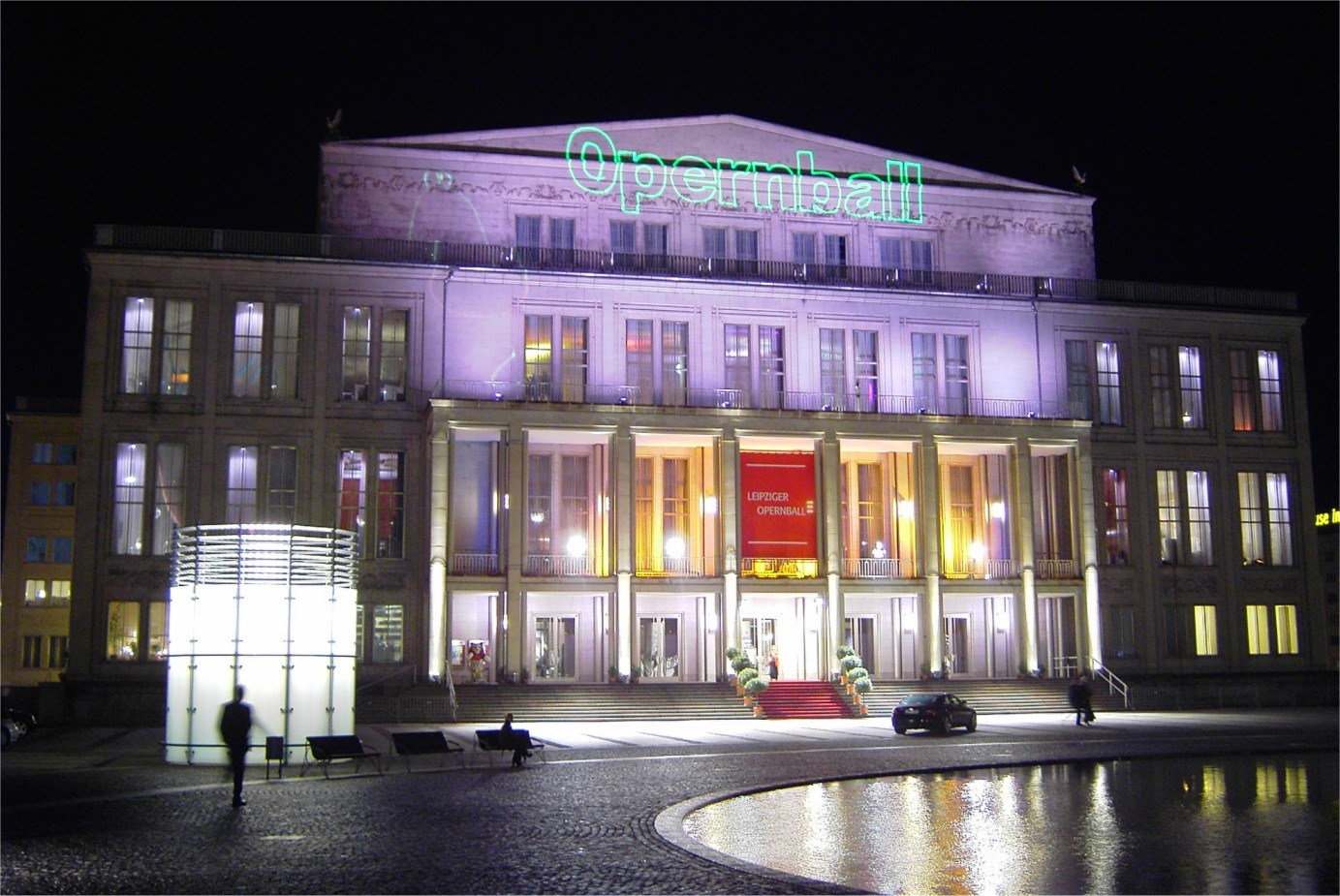
Ópera de Leipzig.

Ópera
Ubicada en la Augustusplatz, se inauguró el 8 de octubre de 1960 reemplazando al Neues Theater, destruido en 1944 durante la Segunda Guerra Mundial. Tiene capacidad para 1.426 espectadores y en su inauguración se interpretó Los maestros cantores de Núremberg de Richard Wagner. El nuevo teatro, construido por Kunz Nierade, fue en su momento el más grande de la RDA. Tras su restauración, que culminó en 2007, reabrió sus puertas con una nueva producción Rienzi de Richard Wagner, dirigida por Axel Kober que, junto con Riccardo Chailly, compartían la dirección musical del teatro. Desde 2009, y tras convertirse el primero en Director Musical General de la Deutsche Oper am Rhein, Chailly asume en solitario la dirección.
La compañía, fundada en 1693, es la segunda más antigua en Alemania y la tercera de Europa después de La Fenice y la de Hamburgo.[cita requerida] Allí se estrenaron Oberón de Carl Maria von Weber (1826), El vampiro de Marschner y Genoveva de Robert Schumann, entre otras.

### Música

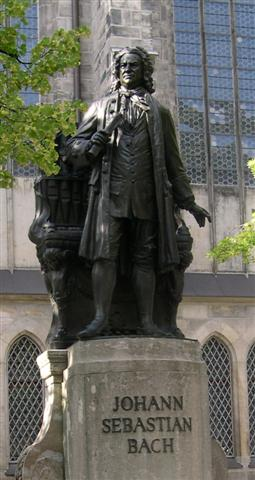
Nuevo Monumento a Johann Sebastian Bach.

Los integrantes del grupo Die Prinzen estudiaron en el Conservatorio Superior Felix Mendelssohn Bartholdy. El grupo comenzó su carrera musical a finales de los ochenta y fue uno de los pocos "productos" originarios de la República Democrática Alemana que logró mantener su popularidad en la Alemania reunificada. Die Prinzen poseen 14 discos de oro y 6 de platino (hasta 2001), entre otros premios.
Till Lindemann, cantante de la banda Rammstein, nació en esta localidad, así como los gemelos Bill Kaulitz y Tom Kaulitz de la banda alemana Tokio Hotel.

#### Ciudad de Bach
Bach-Archiv Leipzig
El Bach-Archiv Leipzig o Bach-Archiv es una institución para la documentación e investigación de la vida y obra de Johann Sebastian Bach. El Bach-Archiv también investiga la familia Bach, especialmente su producción musical.
Cafetería Zimmermann
La Cafetería Zimmermann (en alemán, Zimmermannsche Kaffeehaus) fue la cafetería que Gottfried Zimmermann tenía en Leipzig, Alemania. Fue célebre por tratarse del lugar donde se estrenaron muchas cantatas profanas y obras instrumentales de Johann Sebastian Bach.
Desde 1720 alojó el Collegium Musicum, fundado por el compositor alemán Georg Philipp Telemann como estudiante de derecho en 1702 y posteriormente dirigido por Bach entre 1729 y 1739. Para 1723, era una cafetería ampliamente conocida en Leipzig y el centro de reunión de la clase media local. La ubicación del establecimiento era la plaza del mercado (Marktplatz) en la calle Catalina (Katharinenstrasse), entonces la más elegante calle de la ciudad. El nombre de la calle le había sido dado por la antigua capilla de Santa Catalina, que había sido demolida en 1544, por lo que en la época de Telemann y Bach, de ese edificio medieval sólo se conservaba el nombre de la calle.

#### Orquesta

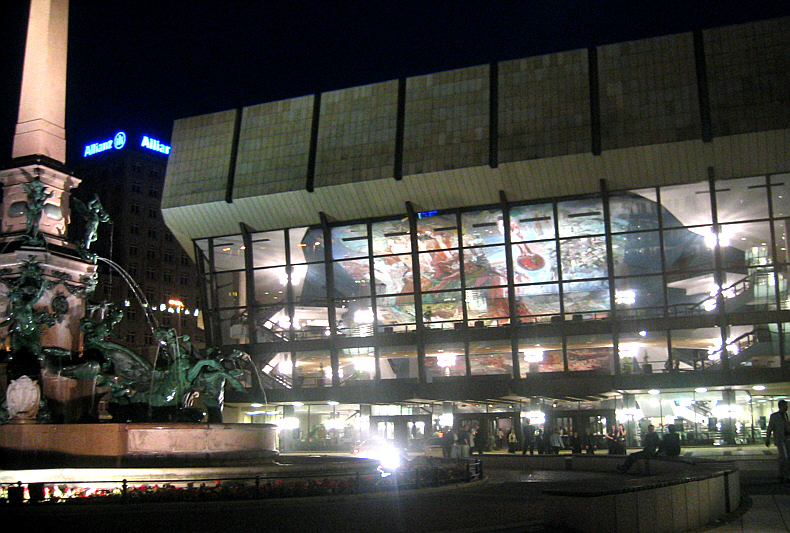
Neues Gewandhaus.

La Orquesta de la Gewandhaus es una orquesta renombrada a nivel internacional. Entre sus directores figuran Felix Mendelssohn Bartholdy, Wilhelm Furtwängler, Václav Neumann, Kurt Masur y Herbert Blomstedt. Desde 2005 se encarga Riccardo Chailly de la dirección.
La Orquesta sinfónica MDR fue fundada en 1924 como Leipziger Sinfonieorchester, heredera de la orquesta sinfónica existente desde 1915. En 1925 fue asumida por el Mitteldeutscher Rundfunk AG y se la renombró Rundfunk-Sinfonieorchester Leipzig, nombre con el que se hizo conocida. Hoy la dirige Jun Märkl. Después de la fundación del Mitteldeutscher Rundfunk en los años 1990, la orquesta recibió su nombre actual.
La Capella Fidicinia am Musikinstrumenten-Museum der Universität Leipzig fue fundada por Hans Grüß en 1957. La orquesta de cámara toca obras de los maestros antiguos en los instrumentos originales. Es dirigida desde 1954 por Horst Förster y anualmente da 6 conciertos en el Gewandhaus.
La orquesta universitaria fue fundada en 2003 como una orquesta estudiantil. Los músicos son todos estudiantes o profesores de la Universidad de Leipzig. Da anualmente un gran concierto sinfónico y varios de música de cámara.
La orquesta de cámara Pauliner Kammerorchester fue fundada en 1992 y estaba dirigida hasta 2004 por Wolfgang Unger. La orquesta barroca Pauliner Barockensemble fue fundada en el mismo año y toca exclusivamente con instrumentos históricos.
La Kammerphilharmonie Leipzig está compuesta por músicos graduados de la Universidad de Música y Teatro Felix Mendelssohn Bartholdy o de profesores de la misma. La orquesta fue fundada en 2001 y tiene un gran repertorio con conciertos en el Gewandhaus y en el Konzerthaus de Berlín. Además realizan giras de conciertos, recientemente en India y China. La orquesta estaba dirigida por Michael Köhler.
La Leipziger Streichquartett es un conjunto de cuerdas fundado en 1988 por estudiantes de la Universidad de Música Felix Mendelssohn Bartholdy, los cuales forman parte hoy de la Orquesta del Gewandhaus.
El Ensemble Amici musicae Chor & Orchester fue fundado en 1994 y se dedica a tocar las obras de los antiguos compositores de la ciudad. Es dirigida por Ron-Dirk Entleutner.

#### Coros

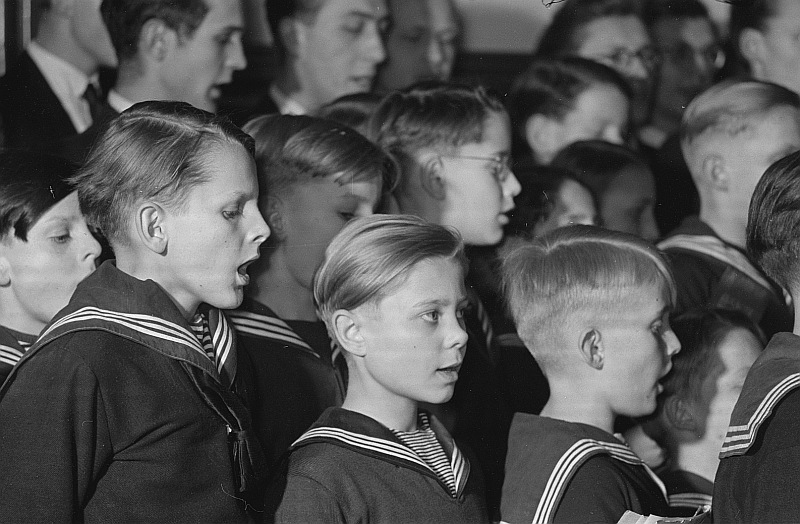
Coro de Santo Tomás.

El Gewandhauschor Leipzig fue fundado en 1869 para el estreno del Deutsches Requiem de Johannes Brahms. La dirige desde 2007 Gregor Meyer. El Gewandhaus-Kinderchor es un coro infantil, fundado en 1973, y uno de los coros infantiles más renombrados en Alemania.
El MDR Rundfunkchor Leipzig fue fundado en 1924 como Leipziger Oratorienvereinigung. Bajo la dirección de Herbert Kegel de 1949 a 1978, el coro se estableció como uno de los más afamados de Europa. El director actual es el inglés Howard Arman. Además existe el coro infantil MDR Kinderchor, fundado en 1948 por Hans Sandig, el cual es hoy en día el único coro infantil perteneciente a la ARD, uno de los canales de televisión pública alemana.
Coro de Santo Tomás

### Lugares y monumentos
Augustusplatz
La historia de la plaza comenzó en 1785 en una parcela dentro de las murallas de la ciudad como la Platz vor dem Grimmaischen Thor (Plaza de la Puerta de Grimma), diseñada por el arquitecto de la ciudad, Johann Carl Friedrich Dauthe. Se renombró Augustusplatz en 1839, en honor a Federico Augusto I, primer rey de Sajonia. En 1928, el gobierno socialdemócrata de la ciudad la renombró Karl-Marx-Platz, aunque este nombre resultó impopular y se ignoró incluso en artículos de periódicos y planos de la ciudad. En 1933 los nacionalsocialistas la volvieron a llamar Augustusplatz, en 1953 volvió a llamarse Karl-Marx-Platz, y finalmente, en 1990 (con la reunificación alemana) volvió a su nombre actual de Augustusplatz.
Gewandhaus
Al principio, la Gewandhaus abastecía el comercio textil de la ciudad de Leipzig. Era un edificio de tres alas ubicado entre Gewandgäßchen y Kupfergasse. Fue a la vez una sala de comercio y recinto ferial de los comerciantes de telas (de ahí su nombre, que significa Casa de prendas). La planta baja del ala bordeada por la Universitätsstraße fue el arsenal cívico hasta 1828. Las autoridades civiles aprobaron la construcción de la primera sala de conciertos de Leipzig dentro de este edificio, cuya finalización requirió solamente dieciocho meses. Tras haberse realizado la posada "Zu den drei Schwanen" desde 1743 hasta 1778, el gran concierto (Grandes Conciertos) continuó en la sala recién finalizada en noviembre de 1781 por Friedrich Dauthe. La sala en sí contribuyó significativamente al creciente renombre de la orquesta. El pasillo, construido enteramente de madera, "colgaba" en el piso superior del edificio. La sala actuó no solo como una cámara de resonancia, sino que también se podía entender como un instrumento musical adicional que complementaba a la orquesta en el escenario. 
Edificios religiosos

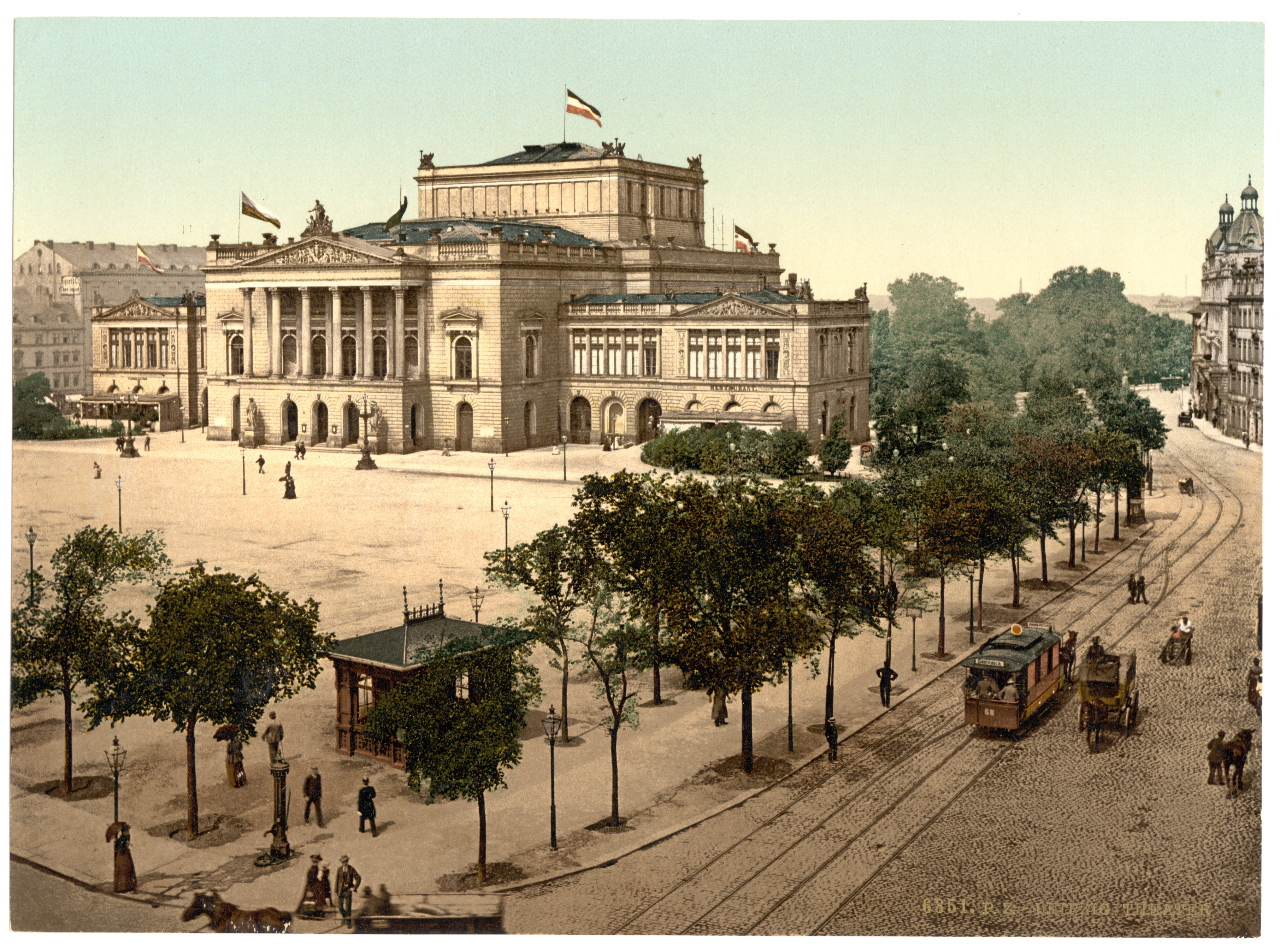
La Ópera de Leipzig en Augustusplatz (1900).

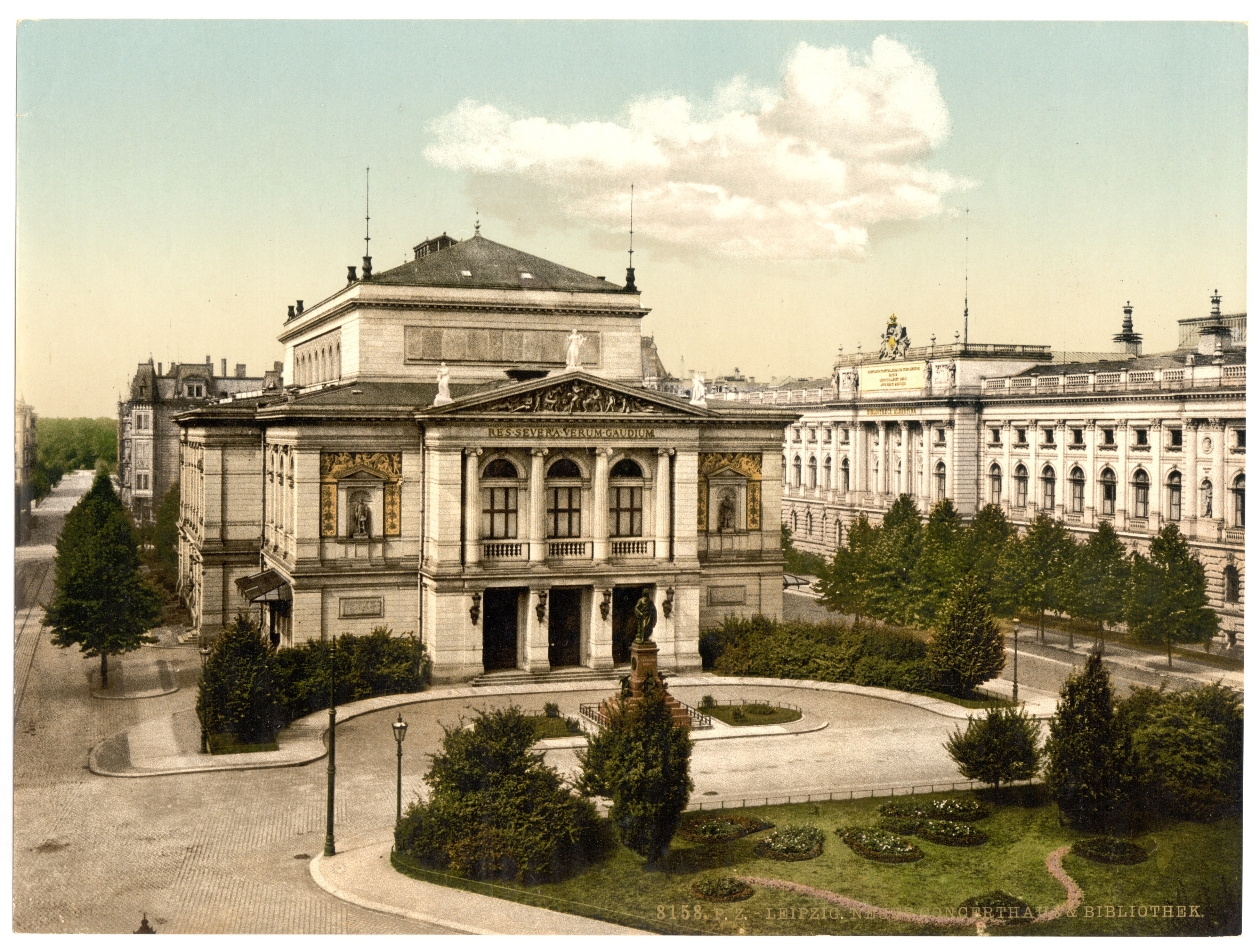
Segunda Gewandhaus, hacia 1900.

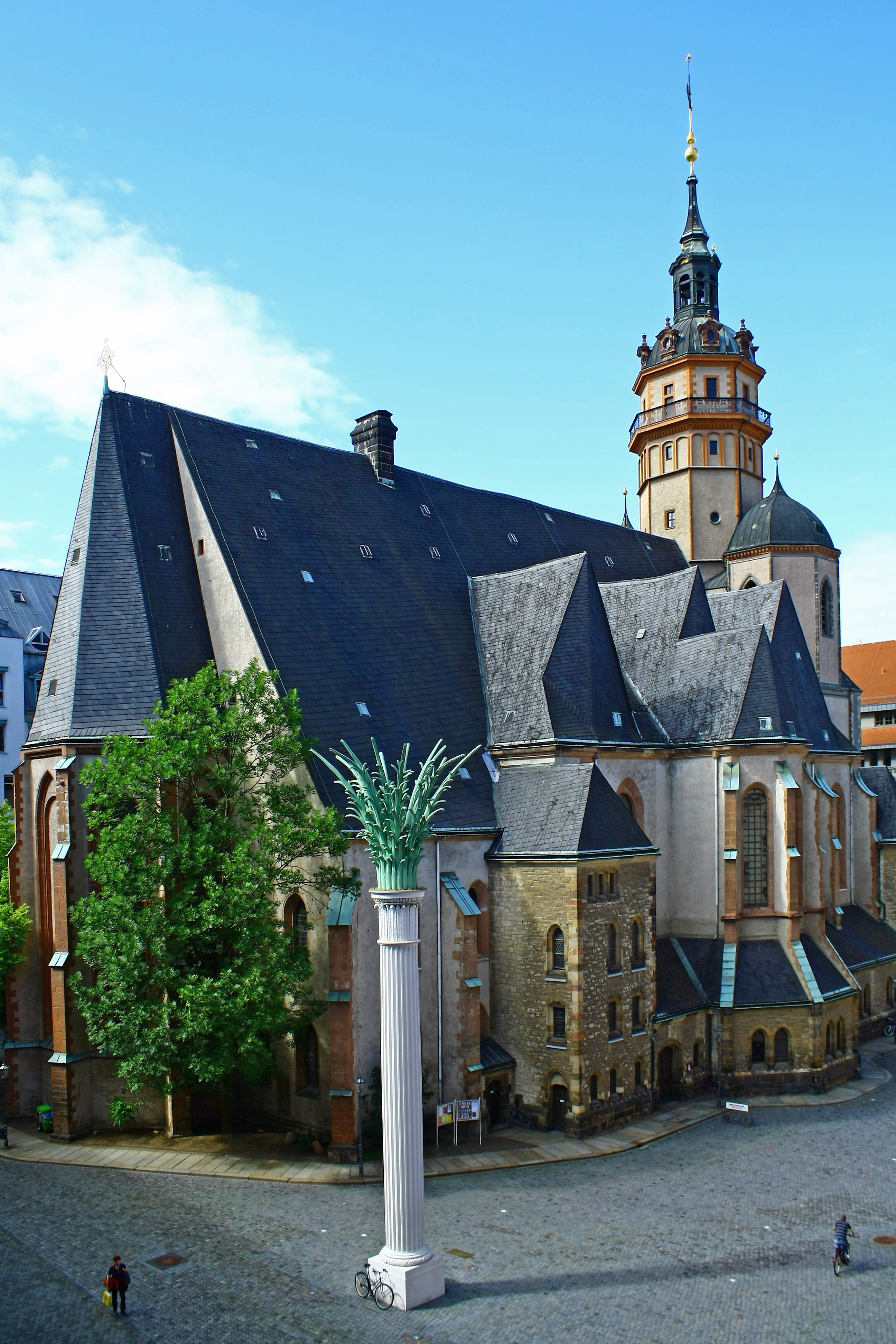
Iglesia de San Nicolás.

- Iglesia de Santo Tomás (Thomaskirche): Con orígenes de mediados del siglo XII, el actual edificio es de estilo gótico tardío, de fines del siglo XV. El interior y la entrada principal (oeste) son del siglo XIX, en estilo neogótico. Destaca el retablo del coro, del siglo XV, que procede de la iglesia de San Pablo, que era la de la Universidad y que fue dinamitada por el régimen comunista alemán en 1968. En esta iglesia luterana, Johann Sebastian Bach, que ocupaba el cargo de cantor, director musical y director de su escuela de niños cantores (Coro de Santo Tomás/Thomanerchor) (1723-1750), compuso la mayor parte de su obra religiosa. Tras la Segunda Guerra Mundial, sus restos, originariamente enterrados en la destruida iglesia de San Juan, se trasladaron a la de Santo Tomás, en el centro del coro.
- Iglesia de San Nicolás (Nicolaikirche): Dedicada al patrón de los comerciantes, sus orígenes son románicos. A principios del siglo XVI se amplió en estilo gótico tardío. Su interior fue reformado completamente en el siglo XVIII, en estilo clásico, siguiendo modelos franceses. Entre 1723 y 1750, Johann Sebastian Bach fue su organista y cantor; entre otras obras, en ella estrenó la Pasión según San Juan (1724). Esta iglesia fue uno de los lugares de donde partió en 1989 la rebelión contra el régimen comunista alemán.
- Iglesia de San Pedro (Peterskirche)
- San Alejo. Iglesia Memorial en honor a Rusia (St. Alexi. Gedächtniskirche zur Russischen Ehre).

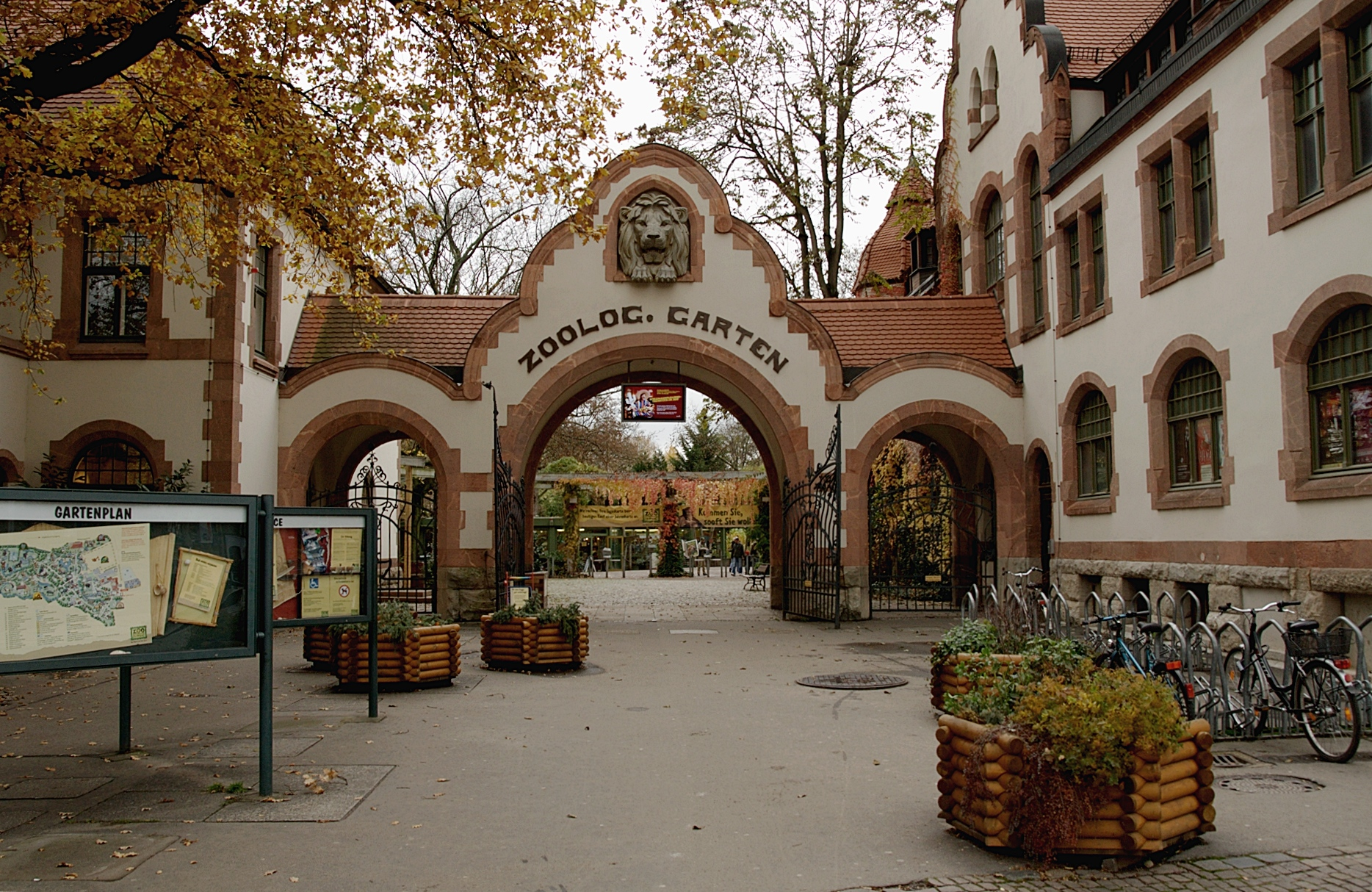
Zoo.

- Gran sinagoga.

Zoológico
Tiene una superficie de 225.000 m² y aloja a más de 2.000 animales de 500 especies diferentes. El zoo cuenta con fama internacional por su exhibición de carnívoros. Ha criado a más de 2.000 leones, 250 tigres de Siberia y otros carnívoros como osos.

### Gastronomía
Leipzig tiene muchos platos típicos, entre ellos el Leipziger Allerlei, el Leipziger Lerche y el Leipziger Gose. El Leipziger Allerlei consiste en legumbres variadas con cangrejos, mantequilla y albóndigas de patatas.

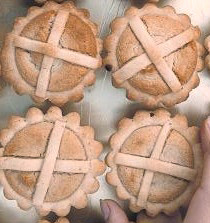
Leipziger Lerche.

Leipziger Lerche

### Eventos
Feria de Leipzig

## Deportes

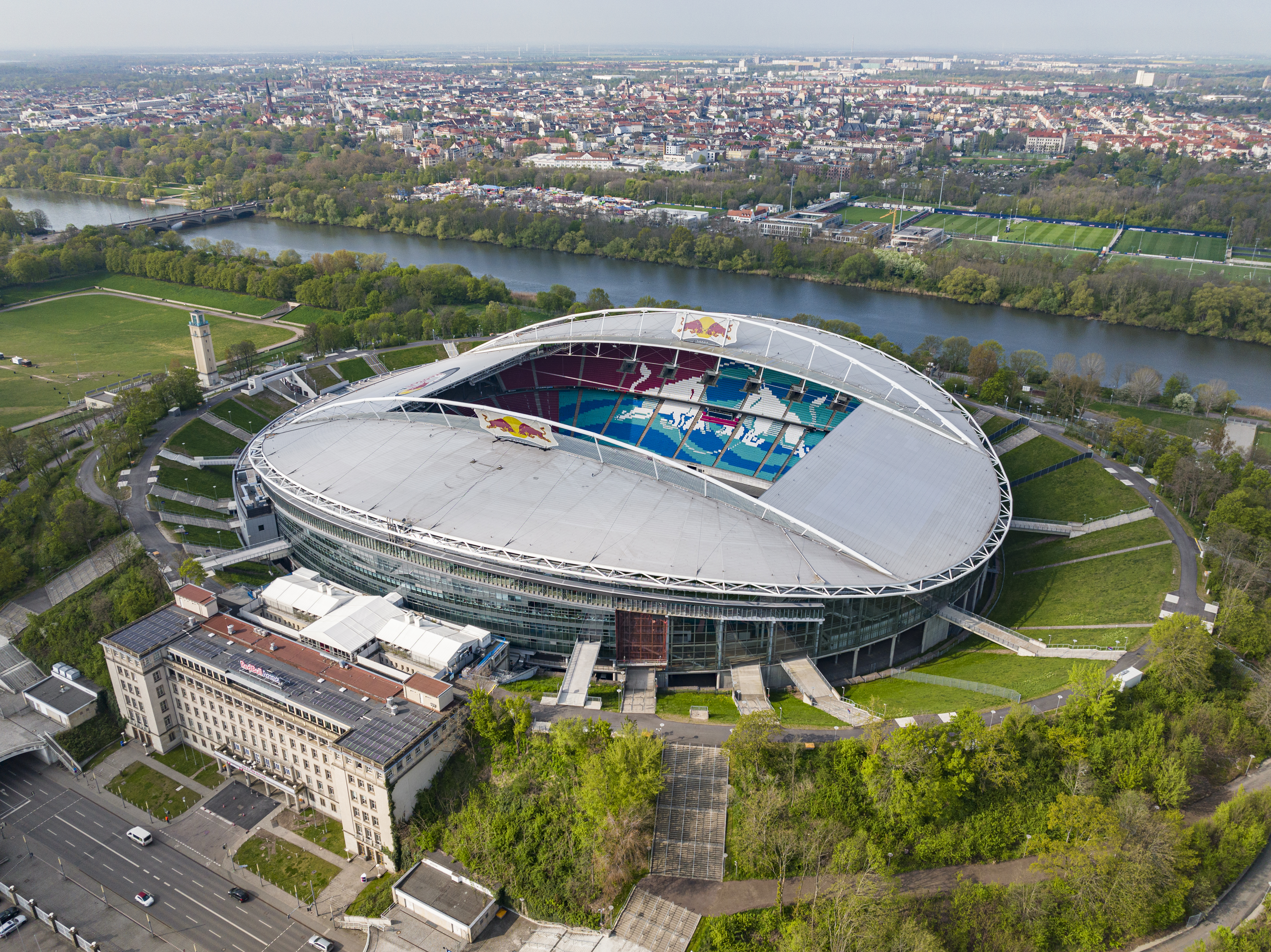
Red Bull Arena.

El renovado estadio Zentralstadion de Leipzig, actualmente llamado Red Bull Arena, posee una capacidad de 47.069 espectadores y fue una de las 12 sedes de la Copa Mundial de la FIFA Alemania 2006, donde se disputaron los siguientes partidos:
- Serbia y Montenegro vs. Países Bajos (0-1)
- España vs. Ucrania (4-0)
- Francia vs. Corea del Sur (1-1)
- Angola vs. Irán (1-1)
- (Octavos de final) Argentina-México (2:1 a.e.t ;1:1, 1:1)

Por otra parte, en esta ciudad se realizó el sorteo final de la Copa Mundial de la FIFA 2006, en la Nueva Feria de Leipzig.
En el Red Bull Arena, el club de fútbol RB Leipzig disputa sus encuentros de local y participa en la máxima categoría del fútbol nacional, la Bundesliga.